# Винницкий, Юрий
Юрий Винницкий (в миру — Гавриил Винницкий) (пол. Jerzy Winnicki, укр. Юрій Винницький, бел. Юрый Вінніцкі; 1660, Перемышль — 22 сентября 1713, с. Страшевичи , Речь Посполитая) — религиозный деятель Речи Посполитой. Митрополит Киевский, Галицкий и всея Руси — предстоятель Униатской церкви (7 мая 1710 — 22 сентября 1713).

## Биография
Шляхтич. Его дядя Антоний Винницкий около 1650 был православным епископом города Перемышле, не поддерживавшим Брестскую унию.
Воспитывался при дворе Яна III Собеского.
После смерти своего старшего брата епископа Иннокентия Винницкого, принявшего унию, занял его место и с 1700 по 1713 служил грекокатолическим епископом Перемышльским. В апреле 1700 года вступил в монашеский Базилианский орден, приняв имя Юрия (Георгия), и вскоре был рукоположен в сан священника.
6 апреля 1707 папа римский Климент XI назначил Перемышльского епископа Юрия Винницкого апостольским администратором Мукачевской грекокатолической епархии.
В 1708—1710 руководил Киевской архиепархией, Львовско-Галицко-Каменецкой (1708—1710) и Владимиро-Брестской епархией (1708—1711).
С 7 мая 1710 до своей смерти 22 сентября 1713 — Митрополит Киевский, Галицкий и всея Руси — предстоятель Униатской церкви.
Продолжал политику обращения к униатство шляхты и горожан, в частности, Львовского Успенского братства, активно противостоял попыткам католической церкви переманивать к себе униатов, придавал большое значение созданию школ, образованию духовенства, пытался основать Перемышльскую грекокатолическую духовную семинарию.
Стоял во главе Униатской церкви в сложный период длившейся в 1700—1721 Великой Северной войны и оппозиции Петра I деятельности грекокатолической церкви в России.
Став митрополитом, Юрий Винницкий приказал изготовить для себя митру на основе неизвестной древнерусской княжеской короны, добавив к ней фамильные драгоценности рода Винницких. Митра была нужна ему, прежде всего, как символ утверждения созданной братом епископом Иннокентием Винницким униатской перемышльской епархии. Вторым фактором была потребность поднять престиж власти митрополита — Киевского и всея Руси. В-третьих, как воспитанник двора короля Яна Собеского, он привык к большому богатству и пышности. Митра, которую он себе приобрел, по форме и жемчужным украшениям была похожа на корону польского короля Августа II, потому что в то время среди владык была мода равняться на великолепие королевского двора.
По данным «Географического словаря Царства Польского и других славянских стран», был похоронен в крипте церкви монастыря в с. Лавров (ныне Львовская область).